# Praomys morio
Praomys morio és una espècie de mamífer rosegador de la família dels múrids. Viu a altituds d'entre 1.100 i 2.135 msnm al mont Camerun (Camerun) i l'illa de Bioko (Guinea Equatorial). El seu hàbitat natural són els boscos montans. Està amenaçat per l'expansió dels camps de conreu i la tala d'arbres. El seu nom específic, morio, significa ‘monstre’ en llatí.